# أرون روي
أرون روي (بالهولندية: Aron Royé) مواليد 3 أبريل 1988 في أمستردام، هو لاعب كرة سلة هولندي. بدأ مسيرته الاحترافية في سنة 2006. يلعب في الدوري الهولندي لكرة السلة كلاعب هجوم خلفي. يحمل الرقم 6.

## الإنجازات
- الدوري الهولندي لكرة السلة: 2009-10

## روابط خارجية
- أرون روي على موقع الاتحاد الدولي لكرة السلة (الإنجليزية)
- أرون روي على موقع الدوري الأوروبي لكرة السلة (الإنجليزية)
- أرون روي على موقع كرة السلة الأوروبية.كوم (الإنجليزية)
- أرون روي على موقع ريلجم (الإنجليزية)
- أرون روي على موقع سبورتس رفرنس (الإنجليزية)